# Baoguping
Baoguping är en socken i Kina. Den ligger i provinsen Sichuan, i den sydvästra delen av landet, omkring 380 kilometer söder om provinshuvudstaden Chengdu. Antalet invånare är 4 037. Befolkningen består av 1 924 kvinnor och 2 113 män. Barn under 15 år utgör 36 %, vuxna 15-64 år 57 %, och äldre över 65 år 5,0 %.
Genomsnittlig årsnederbörd är 1 211 millimeter. Den regnigaste månaden är juli, med i genomsnitt 275 mm nederbörd, och den torraste är januari, med 5 mm nederbörd.